# Andrea Appiani
Pour les articles homonymes, voir Appiani (homonymie).
Andrea Appiani, né le 31 mai 1754 à Milan et mort le 8 novembre 1817 dans la même ville, est un peintre italien néoclassique.

## Biographie

### Formation
Issu d'une famille modeste, il étudia à Milan à partir de 1769 à l'école de l'Ambrosiana avec Carlo Maria Juges, au grand hôpital d’anatomie avec Gaetano Monts, puis avec de Giorgi où il étudia Leonardo, Raphaël et Bernardino Luini ; en 1776 il fréquente l'Académie de Brera avec Giuliano Traballesi et Martin Knoller, en approfondissant les techniques de la fresque. Il quitta bientôt ses maîtres pour étudier seul, sans autre guide que les chefs-d'œuvre de l'Antiquité et de la Renaissance. 
Les documents sur sa première œuvre remontent à 1777 ; ce sont les fresques de la paroisse de Présure. De 1779 à 1782 il s'occupe de scénographie à Milan avec les frères Bernardino et Ferdinand Galliari et de 1783 à 1784 il est à Florence où il fréquente l'école de Dominique Chelli.
En 1789 il reçoit de l'archiduc d’Autriche la commande d’une fresque sur le thème de L'Histoire de l’Amour et Psyché pour le Rond-point des Serres dans la villa royale de Monza, Appiani a une personnalité artistique bien définie : il adopte la grâce de la peinture grecque et la douceur de Léonard de Vinci.

### Début de carrière
En 1790 et en 1791 il voyage pour étudier à Rome, Parme, Bologne, Florence et Naples, ceci aussi en vue de la réalisation de ses fresques milanaises à Santa Maria presso San Celso, commencées le 10 juin 1793 et terminées en 1795, après celles du Rond-point de la villa du Grand-duc à Monza, peintes à son retour de Rome vers 1792.
De 1795 à 1800 il peint la fresque de l'immeuble milanais Sannazzaro le 9 juin 1796. Après l'entrée des Français à Milan, le 15 mai 1796, le Corriere Milanese décrit son portrait de Napoléon à la bataille de Lodi. À cette même date il est nommé « Commissaire supérieur », chargé de choisir les œuvres d'art lombardes et vénitiennes à envoyer à Paris.

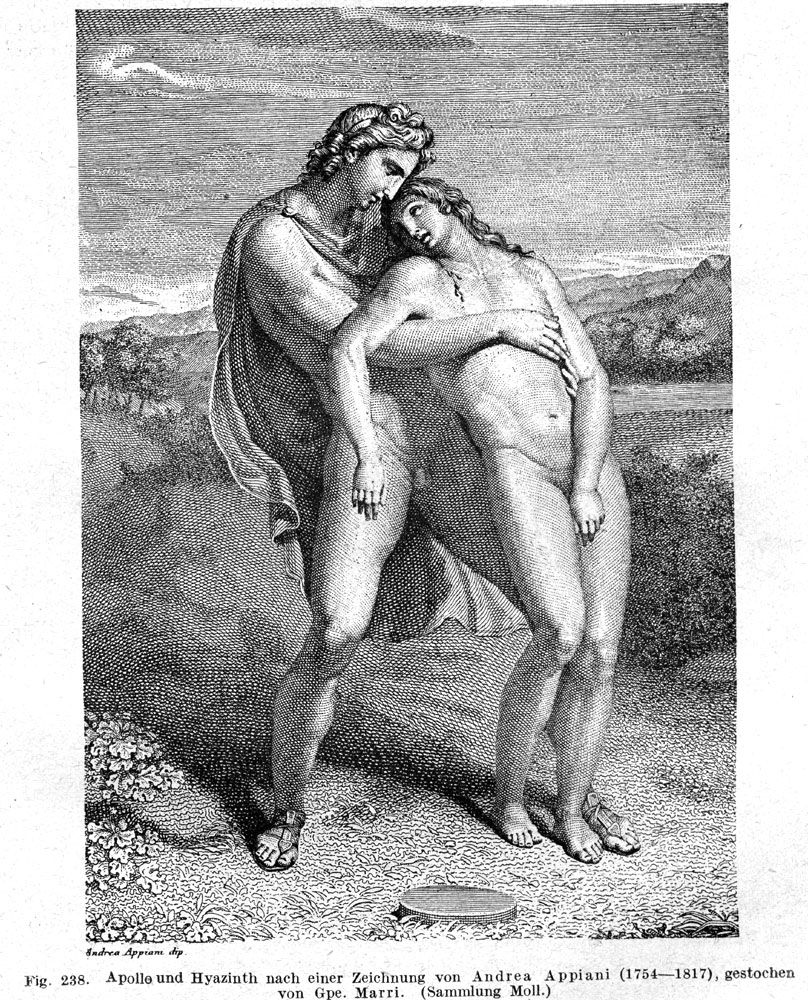
La mort de Hyacinthe gravure d'après Appiani

### Artiste du régime napoléonien

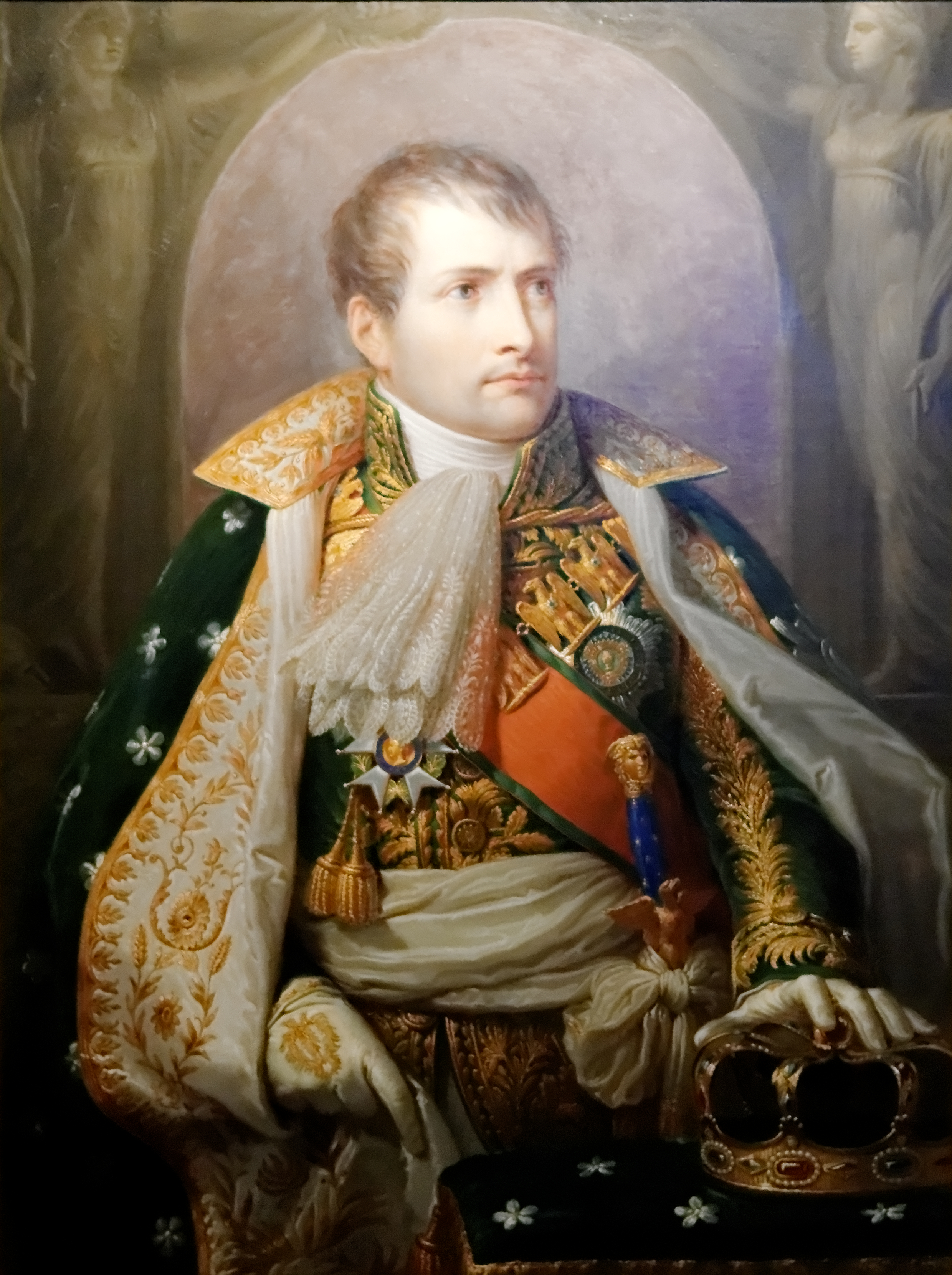
Napoléon roi d'Italie

En 1797 il fait partie du Corps législatif de la République cisalpine et il est chargé d'en préparer la Fête Fédérative le 9 juillet 1797. Du retour des Autrichiens à Milan, le 28 avril 1799, au retour de Napoléon, le 2 juin 1800, Appiani travaille très peu ; le 18 octobre 1800 il est nommé à nouveau Commissaire aux œuvres d'art.
Le 7 mai 1801 le Journal des débats annonce la venue à Paris du peintre et le 19 mai le gouvernement français le charge, avec Jacques-Louis David, de s'occuper du projet du Forum Bonaparte.
Le 4 juin 1801 il est enseignant à l'Académie de la Brera et le 16 janvier 1802 il est nommé Commissaire des Spectacles ; le 17 avril il rédige un inventaire de la collection archiépiscopale, le 3 mars 1811, il choisira 23 peintures qui feront partie, avec d’autres, de la nouvelle pinacothèque : la Brera, inaugurée le 5 août 1811.
Le 16 juin 1802 il est membre du jury dans le Concorso della Riconoscenza, gagné par Giuseppe Bossi ; le 12 juillet il écrit un rapport sur les dégradations de la Cène de Léonard de Vinci et le 15 octobre il est membre de l'institut National de la République Italienne ; en janvier 1803 il va à Bologne et à Parme, où il copie les fresques du Corrège dans la Chambre de saint Paul. Le 7 mai 1803 il est membre de la classe de Littérature et Beaux-Arts de l'Institut de France, le 20 juin il finit, au palais royal de Milan, les premiers 15 épisodes des Fasti, une série de monochromes à la détrempe commencée en 1801.
Le 26 juin 1803 on inaugure l'Arène de Milan, projet d'Appiani, Barbillons et Sanquirico[Lequel ?]. Le 23 janvier 1804 une commission composée par Vincenzo Monti, Giuseppe Bossi et Giuliano Traballesi examine les cartons de l'Apothéose de Napoléon en Jupiter triomphateur et de la Chute des Géants dont Appiani fit la copie d'après Francesco Valentini et qu’il apporta en cadeau à Napoléon.
Le 2 décembre 1804 il est à Paris, pour le couronnement de Napoléon comme empereur des Français et le 26 mai 1805, à Milan, il participe à la cérémonie du couronnement de Napoléon comme Roi d'Italie avec le sculpteur Pietro Cure : deux semaines après, le 7 juin 1805, il est nommé premier peintre du Roi d'Italie.

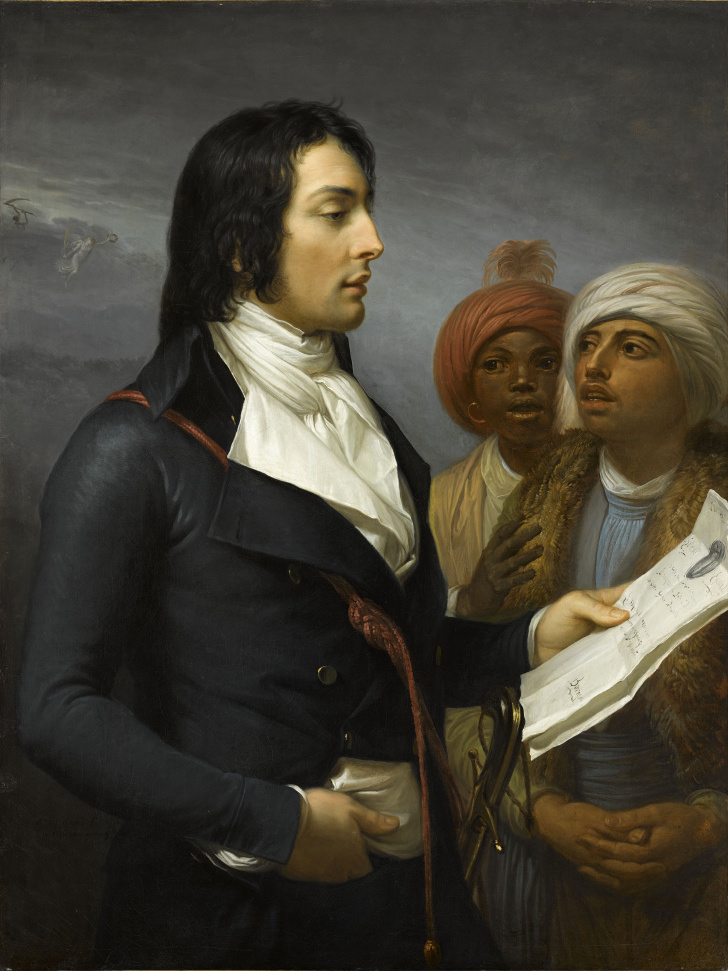
Le général Desaix, huile, 1801-1802.

Le 31 août 1805 Eugène de Beauharnais lui commande la préparation des estampes des Fasti, commencée par Giuseppe Longhi en 1807 et complétée seulement en 1817 ; le 27 juillet 1806 il est nommé chevalier de la Couronne de Fer par le prince Eugène.

### Fin de carrière
En 1808 sont réalisées les fresques du Palais Royal de Milan, en grande partie détruites pendant la Seconde Guerre mondiale, seules deux œuvres ont échappé à la destruction : l'Apothéose de Napoléon et les quatre Vertus qui sont actuellement à la villa Carlotta, au Tremezzo, sur le lac de Côme.
Appiani peint dans cette seule année 16 portraits de Napoléon et de la famille Beauharnais ; entre août et septembre 1811 il peint l'Ensemble de poètes dans la villa Reale de Monza et il rentre à Rome faire partie de l'Accademia di San Luca.
En 1812, après la défaite napoléonienne en Russie, il interrompt sa fresque de la Chute des Géants destinée au Palais Royal.
Le 28 avril 1813 il est frappé par un infarctus qui le laisse paralysé, et l'empêche pour le reste de sa vie de travailler, en laissant inachevées les œuvres pour le Palais Royal. Il meurt dans sa maison milanaise de Corso Monforte en 1817.

### Franc-maçonnerie
Il fut initié en franc-maçonnerie en 1785, dans la loge « La Concordia de Milano », constituée en 1783 par le comte Johann Joseph Wilczek (it) avec patente des Illuminés de Bavière, qui en 1784 avait adhéré à la Grande Loge nationale de Vienne. Pendant la période napoléonienne, sous le Grand Orient d'Italie, il fut membre de la loge« Amalia Augusta » de Milan, et ensuite vénérable maître de la loge « Royale Josephine », toujours à Milan. Il fut aussi dans les mêmes années garde des sceaux du Grand chapitre général de la maçonnerie italienne. Lors de la naissance du Grand Orient d'Italie à Milan il fut nommé grand officier en exercice. Il a laissé de nombreuses traces artistiques à caractère maçonnique dans ses œuvres au Palazzo Reale de Milan[réf. souhaitée].

## Œuvres dans les collections publiques et les monuments publics
- Alzano Maggiore, église San Martino : La Rencontre de Jacob et Rachel, huile, 1795 - 1805.
- Arona, cathédrale : Adoration des bergers, huile, 1791.
- Bellagio, Villa Melzi : Napoléon premier consul, huile, 1800 ; Francesco Melzi, huile, 1803 ; La princesse Belgioioso, huile sur toile, 1804 ; Scène mythologique fresque
- Bergame, Accademia Carrara : Giovanni Battista Sommariva, huile
- Birmingham, Museum of Art Gallery : Étienne Pierre Graf Méjan, huile, 1806
- Brescia, Pinacothèque Tosio Martinengo : Madone à l'Enfant, huile, 1805 - 1806 ; La toilette de Junon, huile, 1811
- Cambridge, Fitzwilliam Museum : Minerva mostra lo specchio all'Innocenza, huile, 1811
- Cardiff, National Gallery of Walles : Marianna Moriggia Reina, huile, 1810.
- Firenze, Offices : deux autoportraits, huiles, 1811.
- Île d'Aix, musée : portrait de Napoléon en roi d'Italie[3].
- Lyon, Archevêché : Cardinal Joseph Fesch, huile, 1805.
- Milan
  - Pinacoteca Ambrosiana : Carlo Pitrot Angiolini, huile, 1803 - 1805 ; Portrait de napoléon , vers 1805[4] Napoléon Roi d’Italie, huile, 1806-1808[5]; La signora Rua, huile, 1811 ; Severino Bonsignori, huile, 1813
  - Galleria d'Arte Moderna : Giuseppe Parini, 1793 ; Apollon et Clizia ; Apollon et Mars, fresques, 1795 - 1800 ; Portrait d'Asioli, huile ; Portrait de Bovet, huile ; Antonio Canova, huile ; Diane et Actéon, huile ; Mars et Vénus, huile, vers 1801 ; Pluton et Proserpine ; Aurore et Céphale, huile sur cuivre, 1801 ; Orphée et Eurydice, fresque, 1805 ; Portrait de la signora Porro Lambertenghi Serbelloni, huile, 1811-1813[6] ; Portrait de Vieillard, huile, 1810 ; Portrait de Fontanelli, huile, 1811 – 1813
  - Accademia di Brera : Napoléon, 1796 ; Napoléon Roi d’Italie, huile, 1805 ; Autoportrait, huile, 1811
  - Pinacothèque de Brera : Apollon et Daphné ; Apollon et Hyacinthe ; Le char d’Apollon, fresque, 1795 - 1800 ; Ugo Foscolo, huile, 1801 - 1802 ; L'Olympe, huile, 1806
  - Cà Granda : Giovanni Battista Fratres, huile, 1805
  - Collegio di San Carlo : Giove ed Ebe, fresque, 1792 – 1799
  - Palais Greppi : Giove e Ganimede, fresque, ca 1790
  - Palais Litta Cusani : Le Char du soleil, fresque, 1790
  - Église Santa Maria presso San Celso : Les Évangélistes et les Pères de l'Église, fresques, 1793 - 1795
  - Palais Orsini : L'Amour triomphant ; Le Banquet de Jupiter, fresques, ca 1787
  - Musée Poldi Pezzoli : Giuseppe Parini, ca 1795 ; La signora Milesi, huile, ca 1810
  - Préfecture : Divinità, fresque, 1783
  - Musée du Risorgimento : Ugo Foscolo, 1801 ; Napoléon, huile, 1805 ; Ludovico Artorio di Gattinara, Marchese di Breme, huile, ca 1806
  - Museo della Scala : La Vertu punissant les vices, 1800 ; Ritratto di Landriani, huile, 1792
  - Palais Radice Fossati - Stanga : Scene mythologique, fresques, 1790
- Moltrasio, Villa Lucini Passalacqua : Vierge à l'Enfant, fresque, 1790.
- Montevecchia, chiesa di San Giovanni Decollato : fresques, 1795.
- Monza
  - Palazzo del Comune : Amore e Psiche ; L'officina di Vulcano, huile, 1801
  - Villa Reale, già Arciducale : Storie di Psiche, fresques, 1792.
- Munich, Neue Pinakothek : I bambini Carlotta e Raffaello, huile, 1808.
- Oggiono, église Sant’ Eufemia : Visitazione, fresque, 1790.
- Paris
  - Collection du Prince Napoléon : Joséphine de Beauharnais, huile, 1796
  - Napoleon Art Collection: Napoleon en costume de Sacre, huile, signée, 1805
  - Musée Carnavalet : Madame Hamelin, huile, 1796-1799
- Parme, Pinacoteca Nazionale : Giovanni Battista Bodoni, huile, 1798
- Pavie, Pinacoteca Malaspina : Venere e Imeneo, huile, 1790.
- Rancate, église Santa Maria Assunta : fresque, 1778-1780
- Rome
  - Accademia di S. Luca : Maria di Santa Cruz Waldstein, huile, 1807
  - Galerie nationale d'art moderne : Vincenzo Monti, huile, 1806
  - Gabinetto Nazionale delle Stampe : Giuseppe Bossi, 1802.
- Rueil-Malmaison, châteaux de Malmaison et de Bois-Préau, Portrait d'Eugène de Beauharnais, 1810.
- Soragna, Rocca Meli Lupi : Storie di Venere, huile, 1805-1810
- Tremezzo, Villa Carlotta : Scene mitologiche, huile ; Apothéose de Napoléon ; Quattro Virtù, fresques, 1808, du Palais Royal de Milan
- Trévise, Museo Civico : Ritratto di Grimaldi Prati, huile, 1811.
- Venise
  - Gallerie dell'Accademia : Portrait de Vallardi, 1792
  - Museo Correr : Eugène de Beauharnais, 1805-1807.
- Vercelli, Museo Borgogna : Napoléon, huile, 1800.
- Versailles
  - Musée National : Le général Desaix, huile, 1801-1802 ; Madame Regnault de Saint Jean d'Angély, huile, 1796-1799
  - Galerie des Batailles : Napoléon, huile, 1809
- Vienne, Kunsthistorisches Museum : Napoléon Roi d’Italie, huile, 1805
- Valbrona, église San Michele : Vierge à l'Enfant, huile, 1805, Appiani et le comte Davenne

## Œuvres passées en vente
- Portrait de Claude Petiet et de ses deux fils en uniforme de l'armée impériale, et son pendant : Portrait de Madame Petiet sous un arbre avec sa fille et son fils, huile sur toile, 135,5 par 112, Salle Rossini, Paris 28 juin 2001, adjugés 1 7000 000 €.
- Portrait de Napoléon Bonaparte, huile sur toile, 211,5 par 131, Christie's New York, 26 octobre 2001, invendu, (ce tableau fut exposé lors de la rétrospective Vivant-Denon, 1999-200, comme École Française).
- Portrait de Napoléon en Premier Consul, huile sur toile, 99 par 80,8, Christie's New York, 17 juin 2004, adjugé 769 100 $.
- Portrait de Joséphine de Beauharnais, huile sur toile, 98 par 74, Château de Monrepos, près de Stuttgart, 9 octobre 2000, adjugé 127 000 £.

## Exposition monographique
- Andrea Appiani (1754-1817) le peintre de Napoléon en Italie, Château du Bois-Préau, Rueil-Malmaison, du 16 mars au 28 juillet 2025[7]

## Galerie

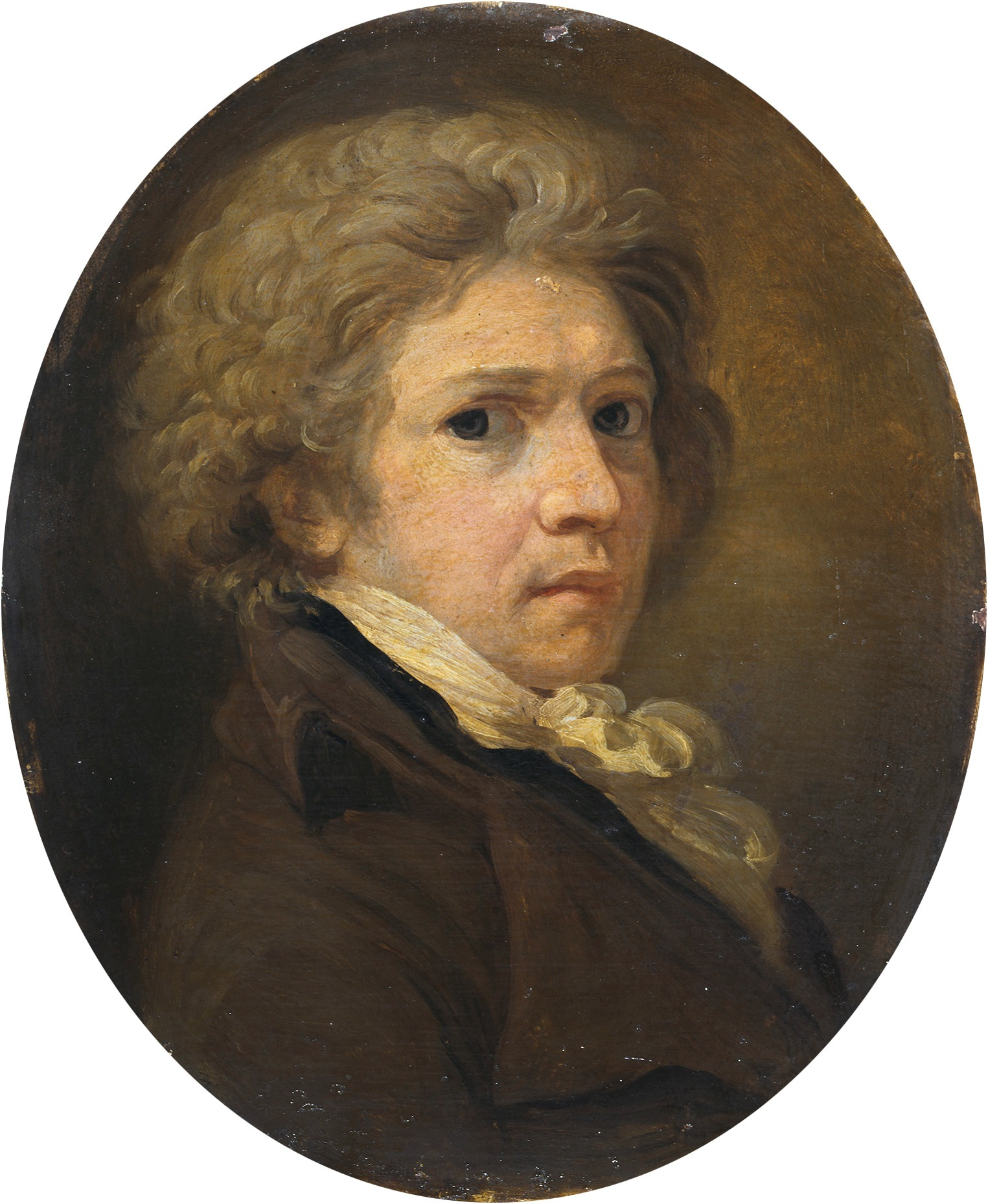
Autoportrait, années 1790, Pinacothèque de Brera, Milan.
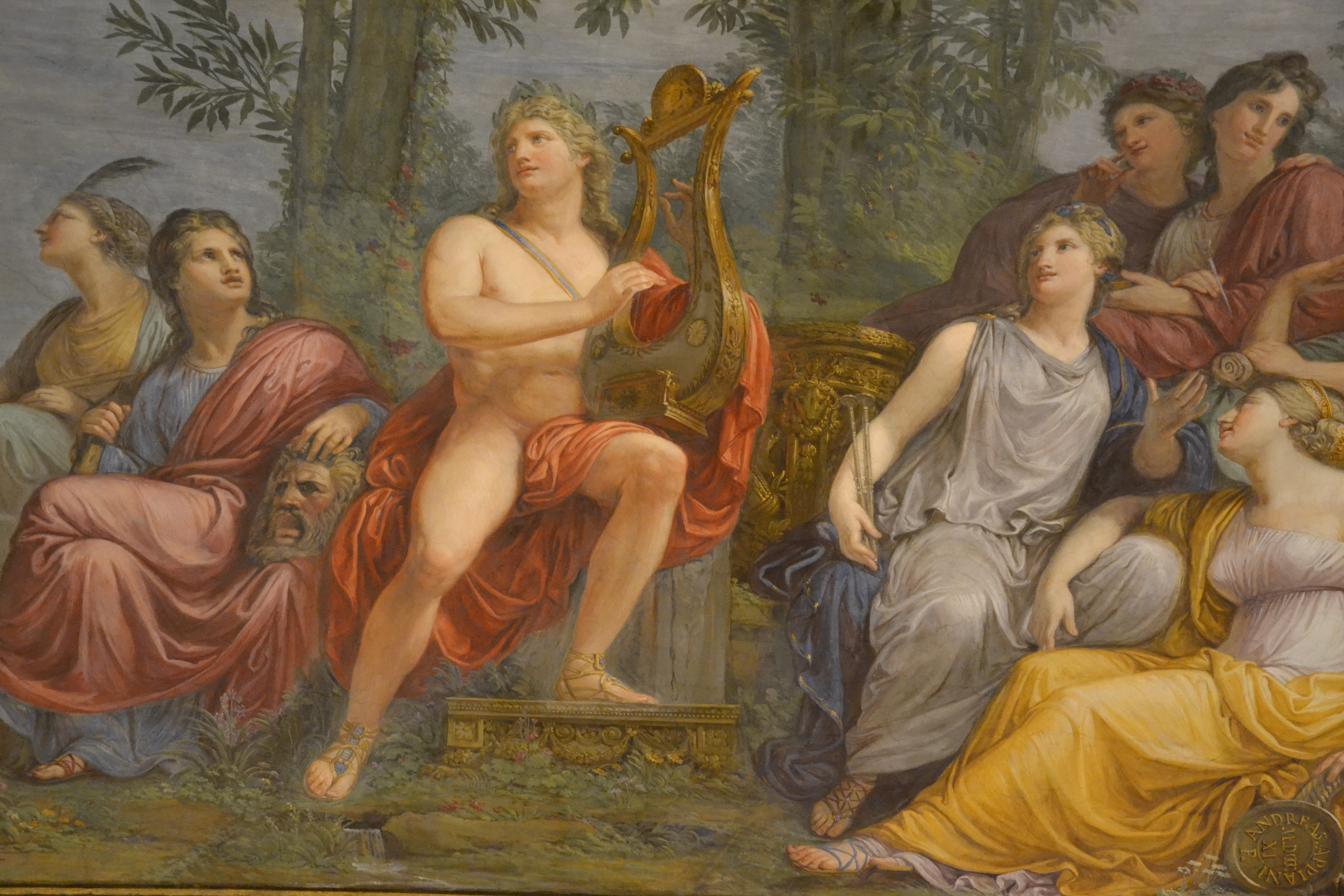
Le Parnasse, fresque, Villa Reale, Milan.
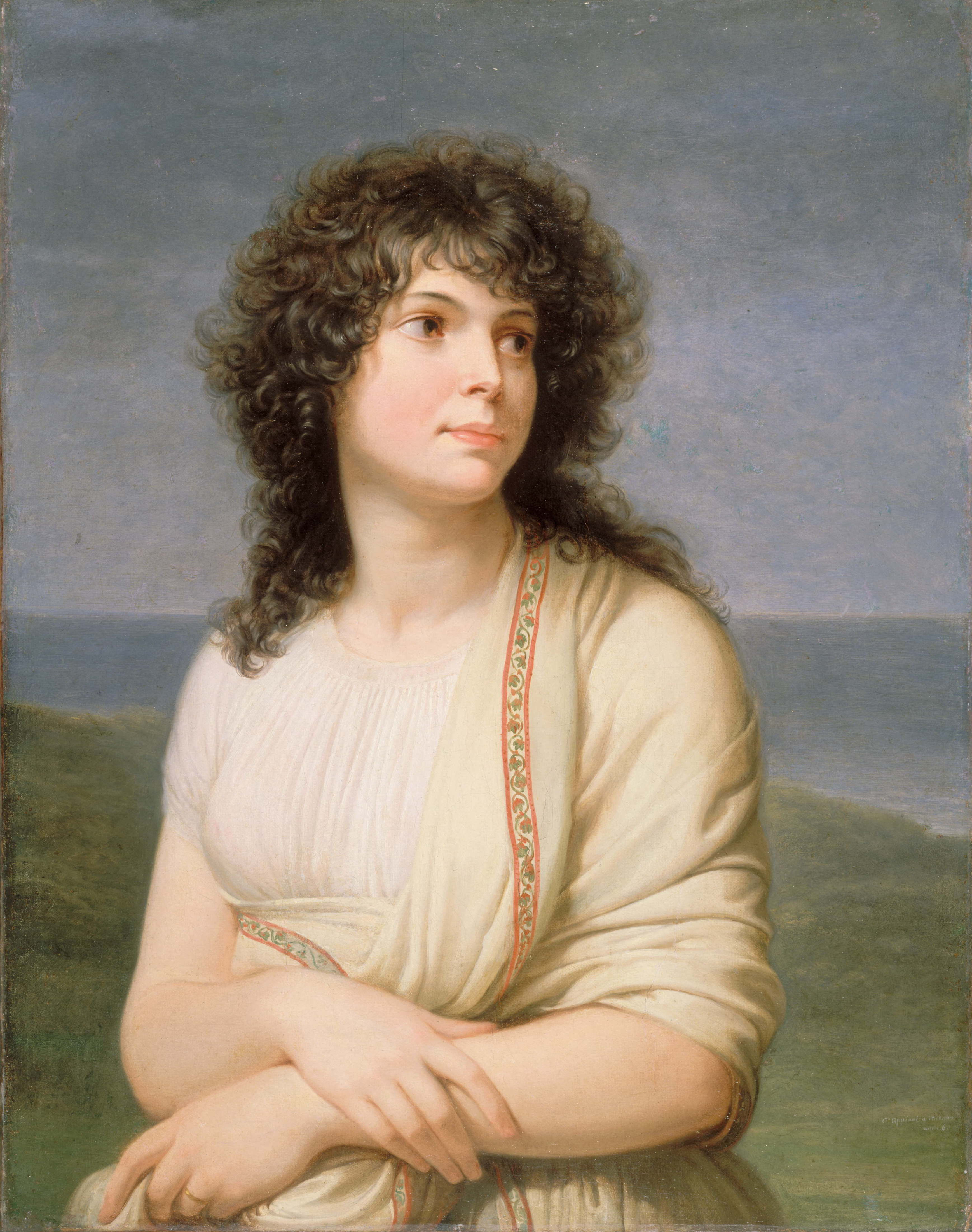
Portrait de Madame Hamelin, née Fortunée Lormier-Lagrave (1776-1851), huile sur toile, 1798, Musée Carnavalet, Paris.
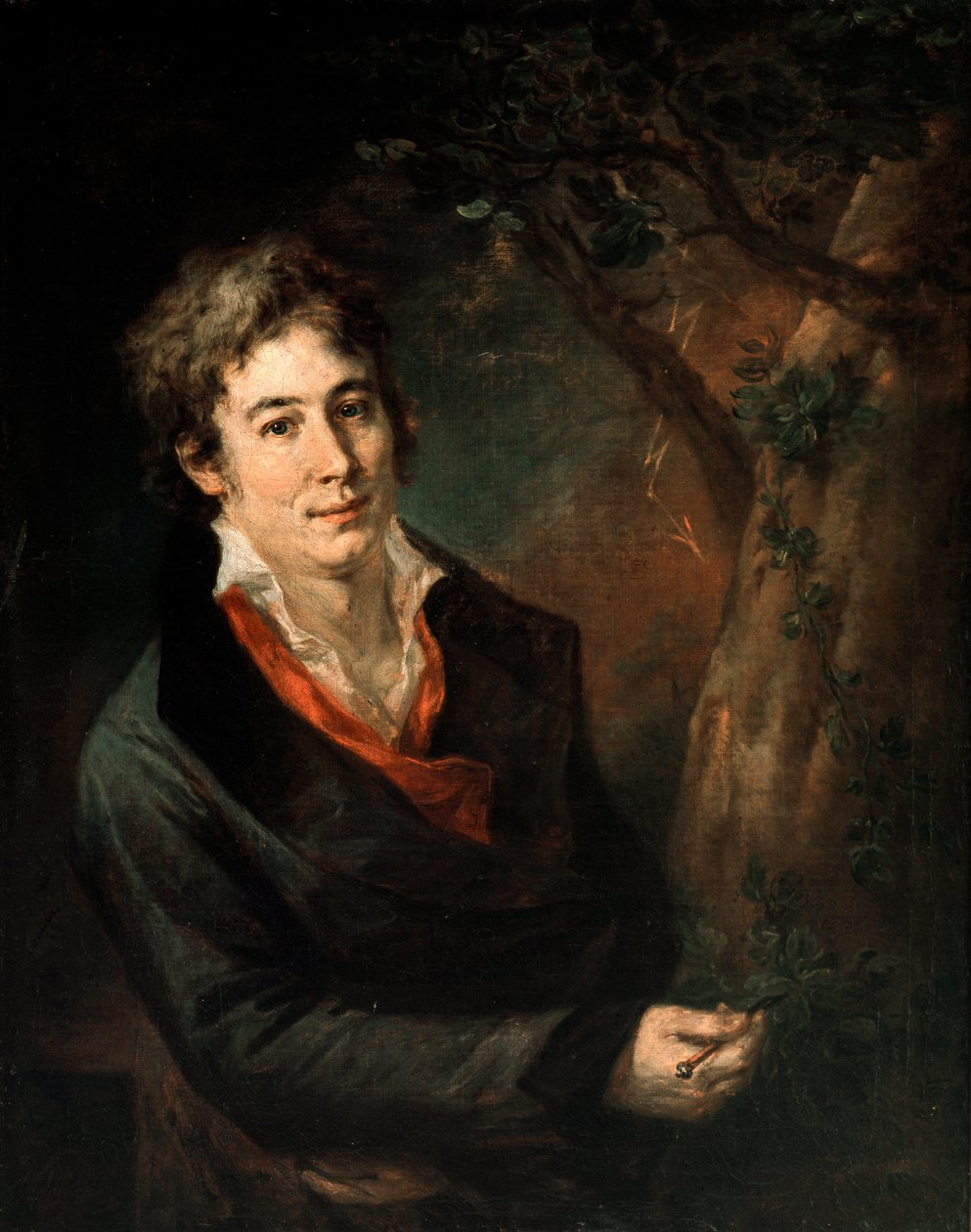
Portrait d’Ugo Foscolo (1778-1827), poète italien, huile sur toile, entre 1801 et 1802, Pinacothèque de Brera, Milan.
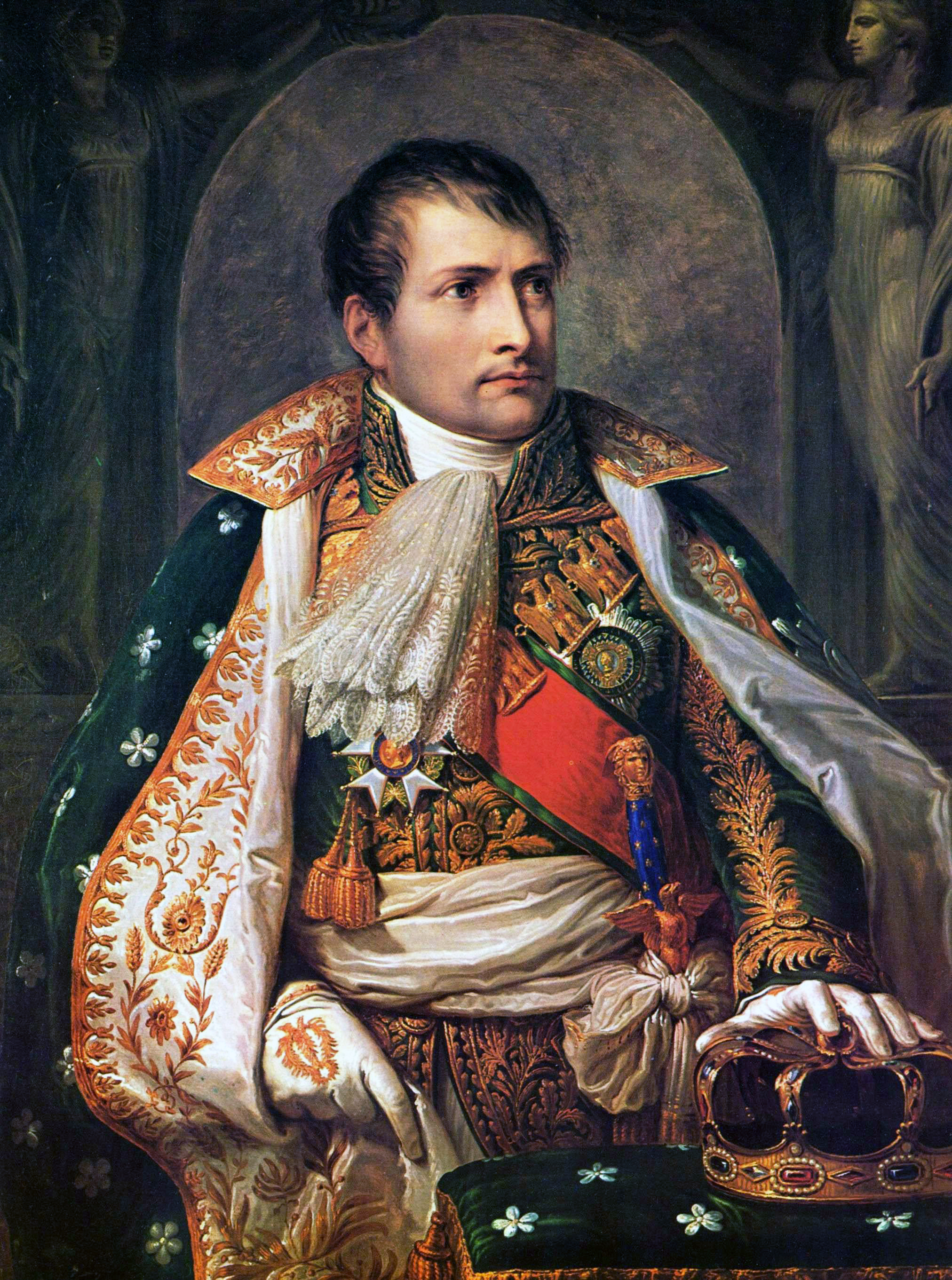
Napoléon Ier Bonaparte (1769-1821) en tant que roi d'Italie, huile sur toile, 1805, Musée d'Histoire de l'art de Vienne, Vienne.
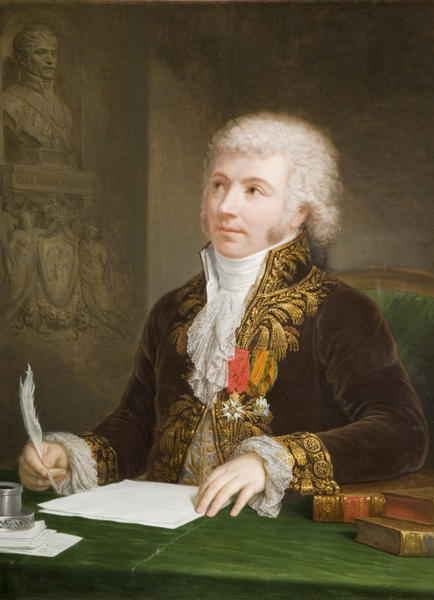
Portrait d'Étienne Mejan (et non de Nicolas Frochot), huile sur toile, 1806, BMAG, Birmingham[8].
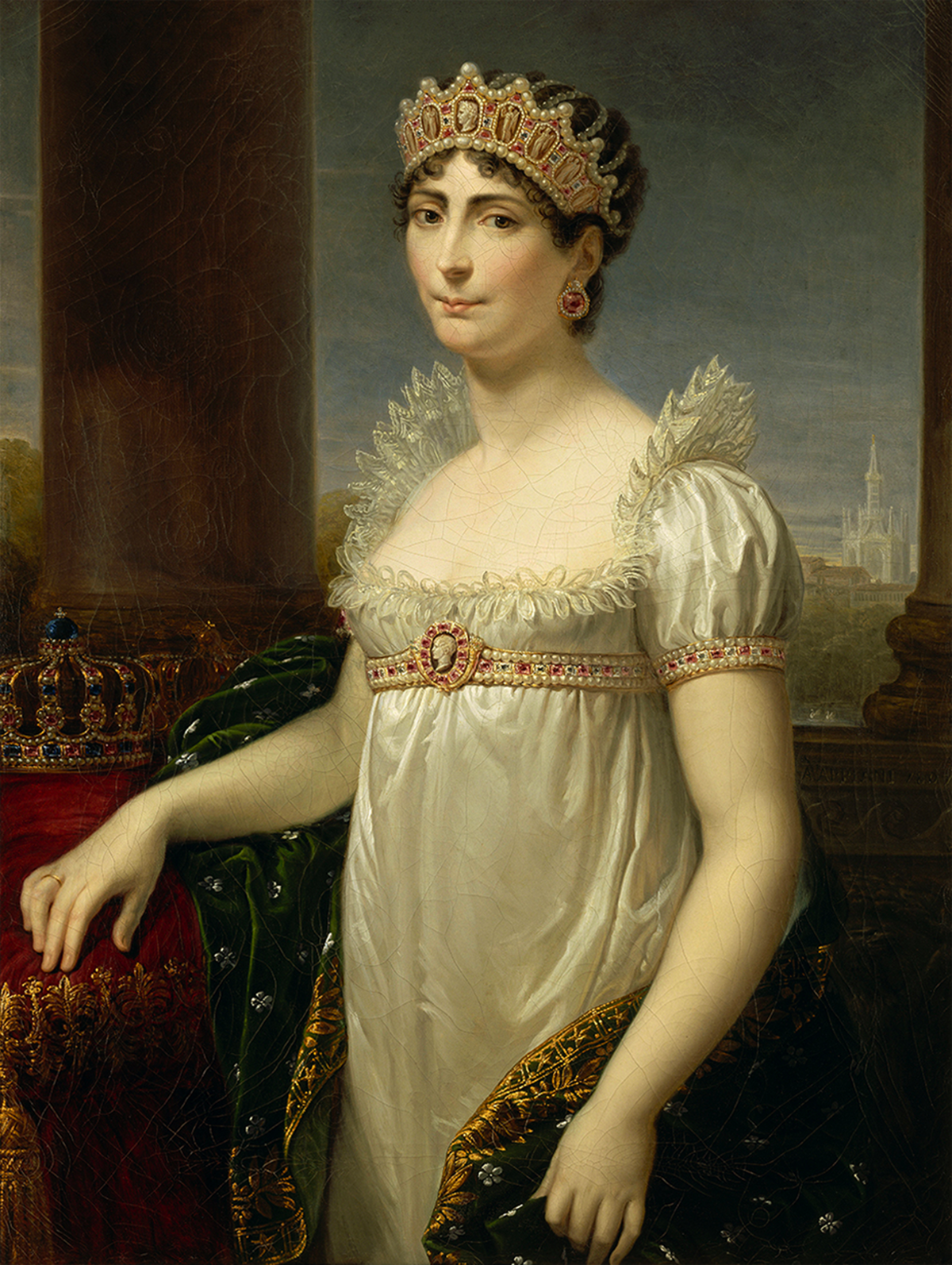
Portrait de l'Impératrice Joséphine (1763-1814), en costume de Reine d'Italie, huile sur toile, 1807, Château de Malmaison, Rueil-Malmaison.
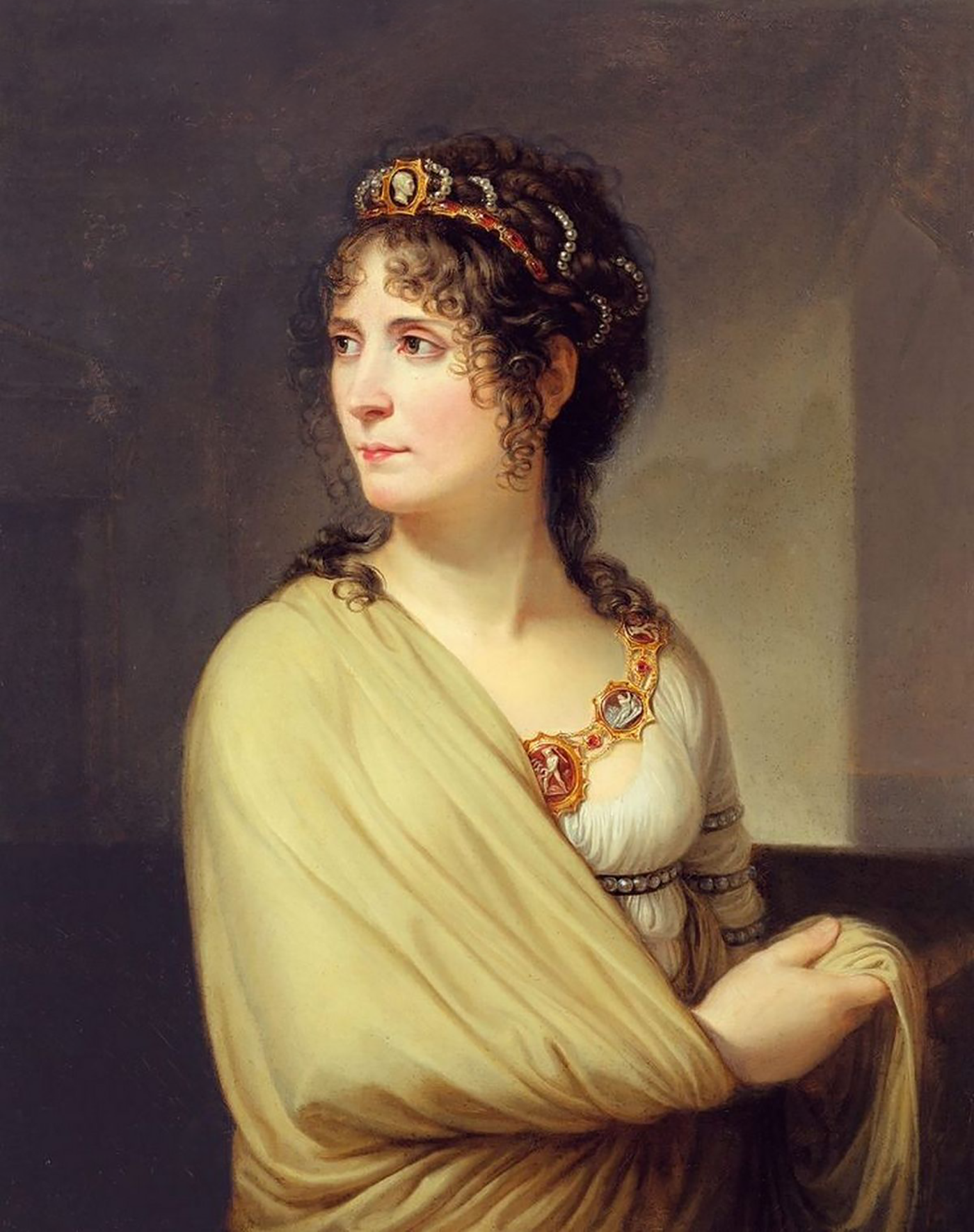
Portrait of Joséphine de Beauharnais, huile sur toile, vers 1808, Collection particulière.
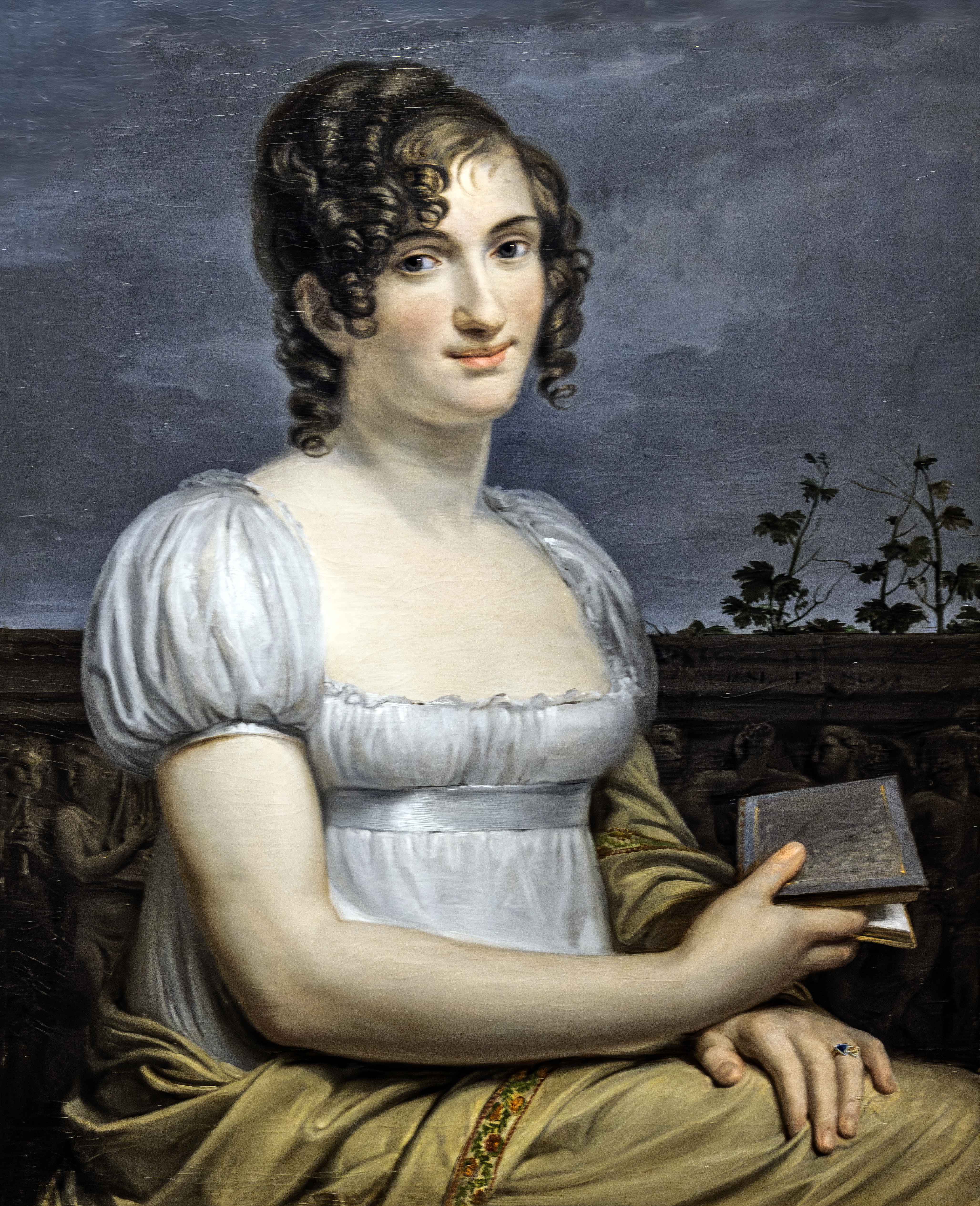
Portrait de la comtesse Margherita Prati Grimaldi, huile sur toile, 1811, Museo civico Luigi Bailo (it), Trévise.